# Dječje oči
Dječje oči naziv je kompilacijskog albuma Arsena Dedića, objavljenoga 2004. godine. Na albumu se nalazi 12 pjesama napisanih za djecu.

## Popis pjesama
| Br. | Skladba                                             | Trajanje |
| --- | --------------------------------------------------- | -------- |
| 1.  | »Prijateljstvo« (s albuma Arsen pjeva djeci)        |          |
| 2.  | »Nije lako bubamarcu« (s albuma Arsen pjeva djeci)  |          |
| 3.  | »Rodac«                                             |          |
| 4.  | »Puž«                                               |          |
| 5.  | »Papagaj«                                           |          |
| 6.  | »Ti si moje malo mače« (s albuma Arsen pjeva djeci) |          |
| 7.  | »Maestro Pingvin«                                   |          |
| 8.  | »Budilnik« (s albuma Arsen pjeva djeci)             |          |
| 9.  | »Šibensko dite«                                     |          |
| 10. | »Dječje oči«                                        |          |
| 11. | »Da mi nije moje dice«                              |          |
| 12. | »Bajka o vratima« (s albuma Arsen pjeva djeci)      |          |

## Vanjske poveznice
- Discogs: Dječje oči